# Бернштам, Леопольд Адольфович
Леопольд Адольфович Берншта́м (фр. Léopold Bernhard Bernstamm; 20 апреля [2 мая] 1859, Рига — 22 января 1939, Ментона) — русский и французский скульптор.

## Биография
Родился в Риге в еврейской семье.

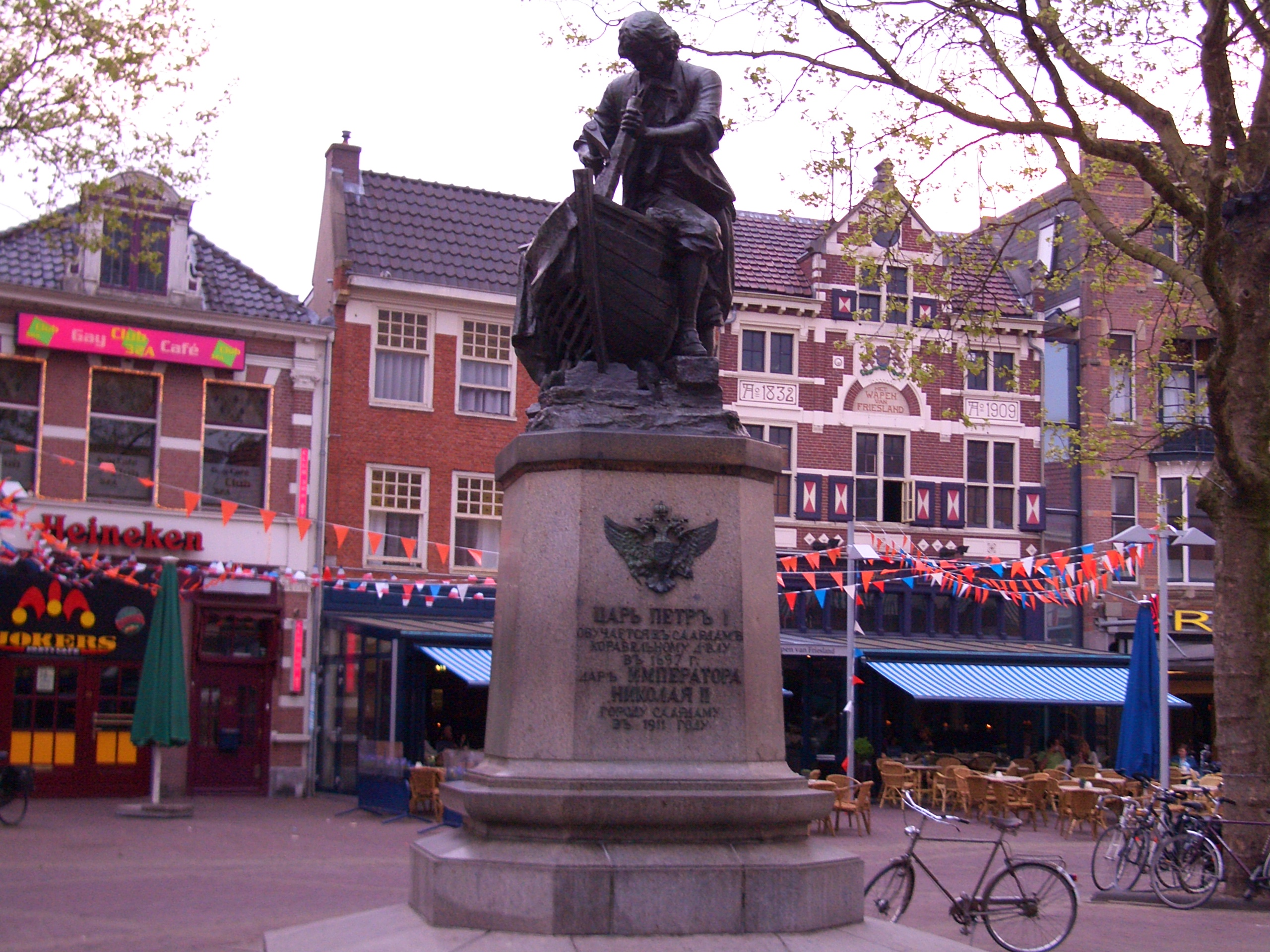
Памятник Петру I в Зандаме

Учился у профессора скульптуры обрусевшего датчанина Д. И. Иенсена. Посещал рисовальную школу общества поощрения художеств в СПб, классы Императорской Академии художеств (вольнослушатель с 1877 по 1883 год).
С 1885 года жил в Париже и заведовал художественной частью в музее Гревена. В Россию приезжал для выполнения заказов.
Автор около трёхсот скульптурных работ.

## Известные работы
Известные работы Бернштама включают в себя:
По меньшей мере, пять памятников Петру I:
- Памятник Петру I (Выборг) — восстановлен (сносился дважды).
- Памятник Петру I (Таллин) — не сохранился.
- Памятник «Пётр I с малолетним Людовиком XV» — установлен в 1902 году в Нижнем парке Петергофа, в годы Великой Отечественной войны утрачен, воссоздан в 2005 году.
- Памятник «Пётр, спасающий тонущих рыбаков» («Пётр I спасает утопающих в Лахте в 1724 году») — стоял на Адмиралтейской набережной Петербурга, после революции утрачен, воссоздан в 2022 году и установлен возле «Лахта-Центра»[7][8].
- Памятник «Царь-плотник» («Пётр I обучается в Саардаме корабельному делу в 1697 году») — установлен в 1910 году на Адмиралтейской набережной рядом с предыдущим, снят в 1918 году, но сохранилась авторская копия в Саардаме, Нидерланды. Копия с копии вновь установлена в Петербурге на прежнем месте в 1996 году.

Работы, созданные для России:
- Бюст Ф. М. Достоевского (1881). Сохранился, находится в Государственном Русском музее.
- Бюст М. Е. Салтыкова-Щедрина (нач. 1880-х; установлен в 1900 году на могиле писателя; сохранился).
- Бюсты Д. И. Фонвизина, А. С. Пушкина и А. Н. Островского для фойе Александринского театра (нач. 1880-х годов). Сохранились бюсты Пушкина и Фонвизина[9].
- Памятник А. Г. Рубинштейну — установлен в 1902 году в фойе Петербургской консерватории; сохранился.
- Памятник А. С. Пушкину — 1912; сохранился, в 1938 году установлен у Египетских ворот Царскосельского парка.
- Скульптурные изображения Николая II и членов императорской семьи (1896).

И др.
Работы, созданные для других стран:
- Памятник драматургу Эдуарду Пайерону в парижском парке Монсо (сохранился).
- Бюсты Гектора Берлиоза и Жюля Массне перед зданием Оперы Монте-Карло, Монако (сохранились).
- Памятник Густаву Флоберу в Руане, Франция. Сохранился.
- Бюст президента Аргентины Хулио Архентино Рока для президентской резиденции Каса Росада, Буэнос-Айрес (сохранился).
- Бюст художника Жана-Леона Жерома. Сохранился, музей Жоржа Гаретта, Везуль, Франция.

И др.

## Галерея

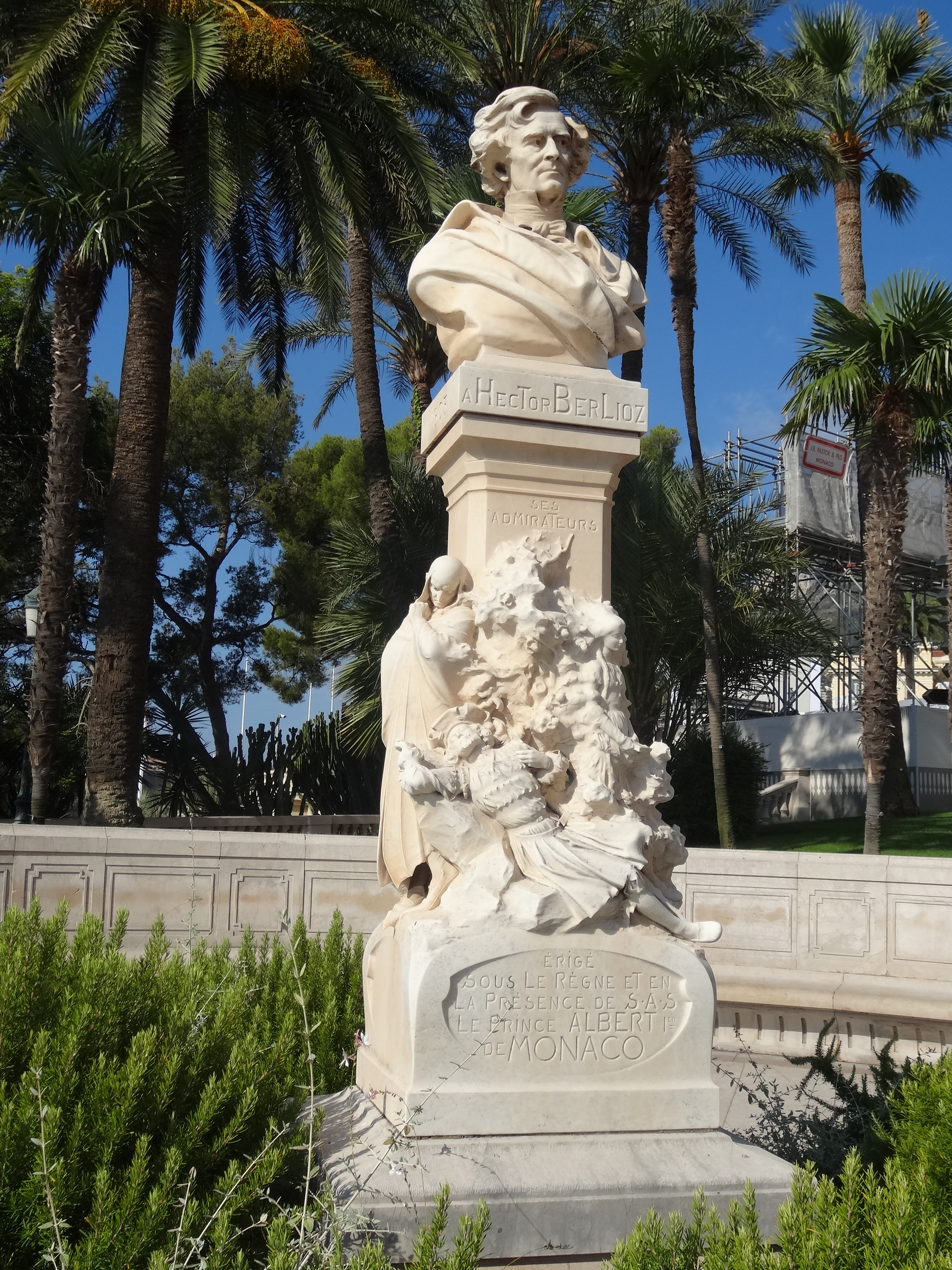
Бюсты Гектора Берлиоза перед зданием Оперы Монте-Карло, Монако
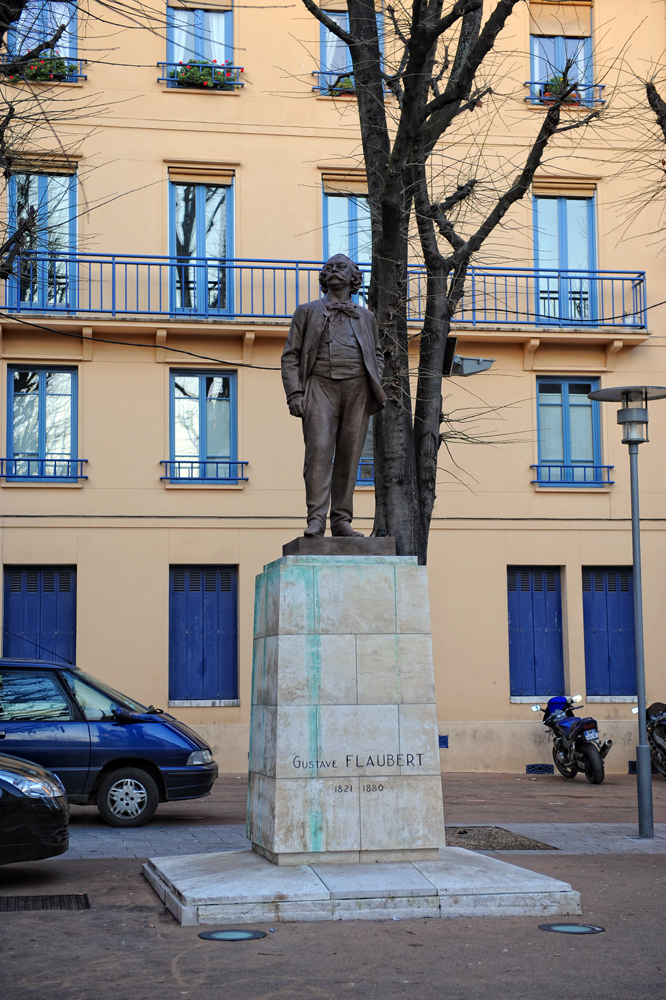
Памятник Густаву Флоберу в Руане
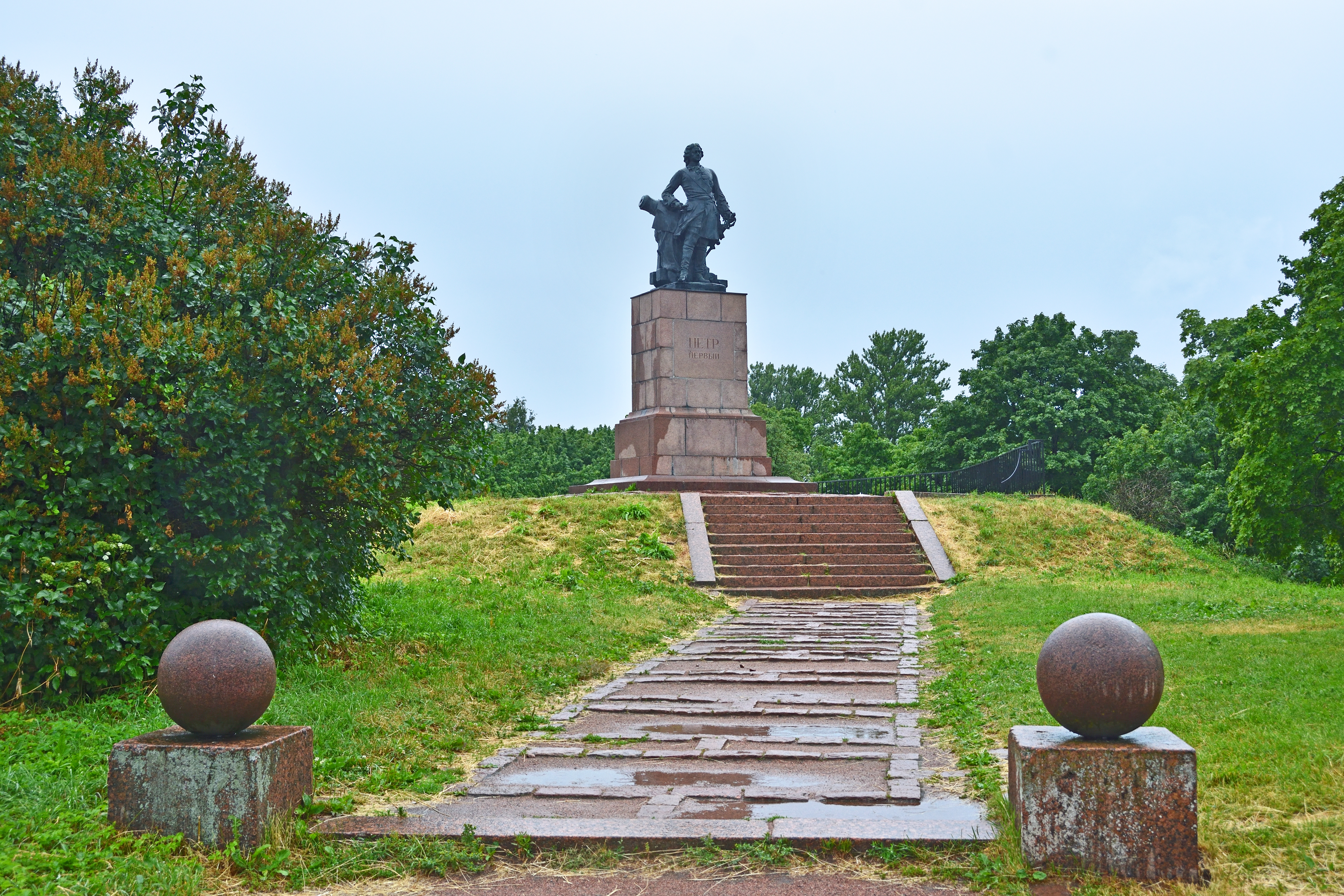
Памятник Петру I (Выборг)
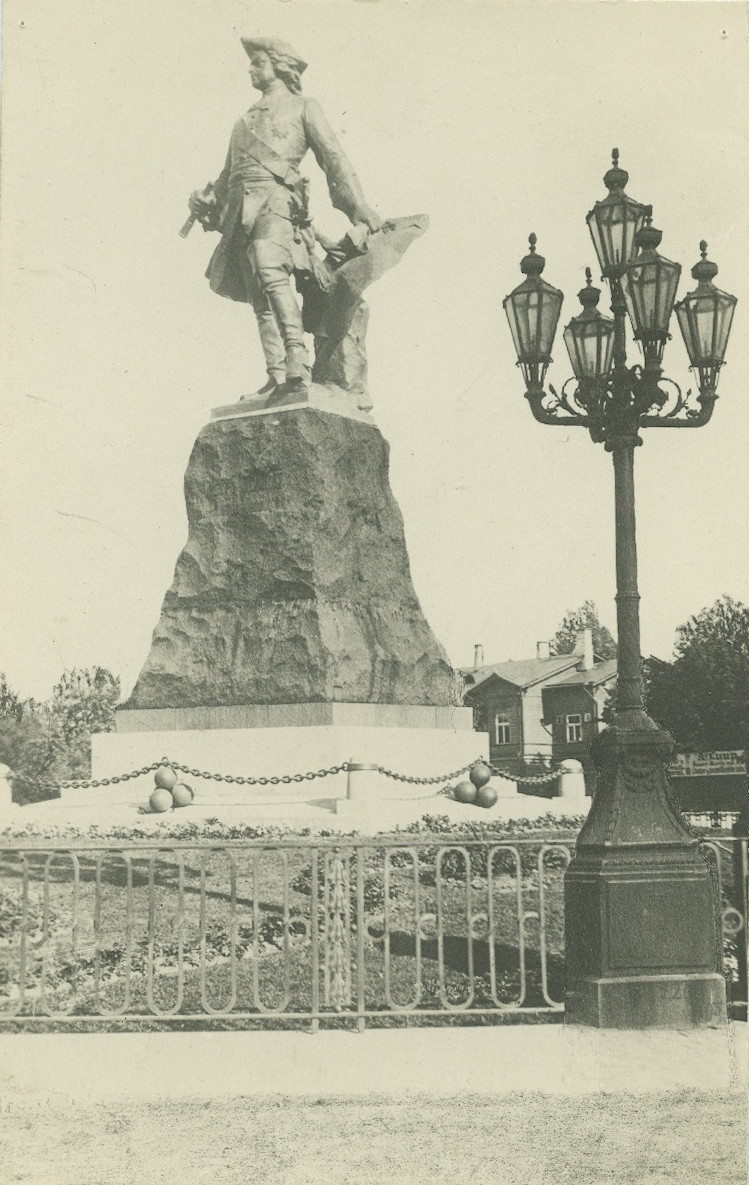
Памятник Петру I (Таллин)
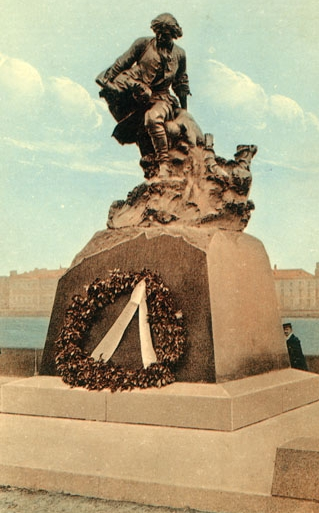
Памятник «Пётр, спасающий тонущих рыбаков», Санкт-Петербург
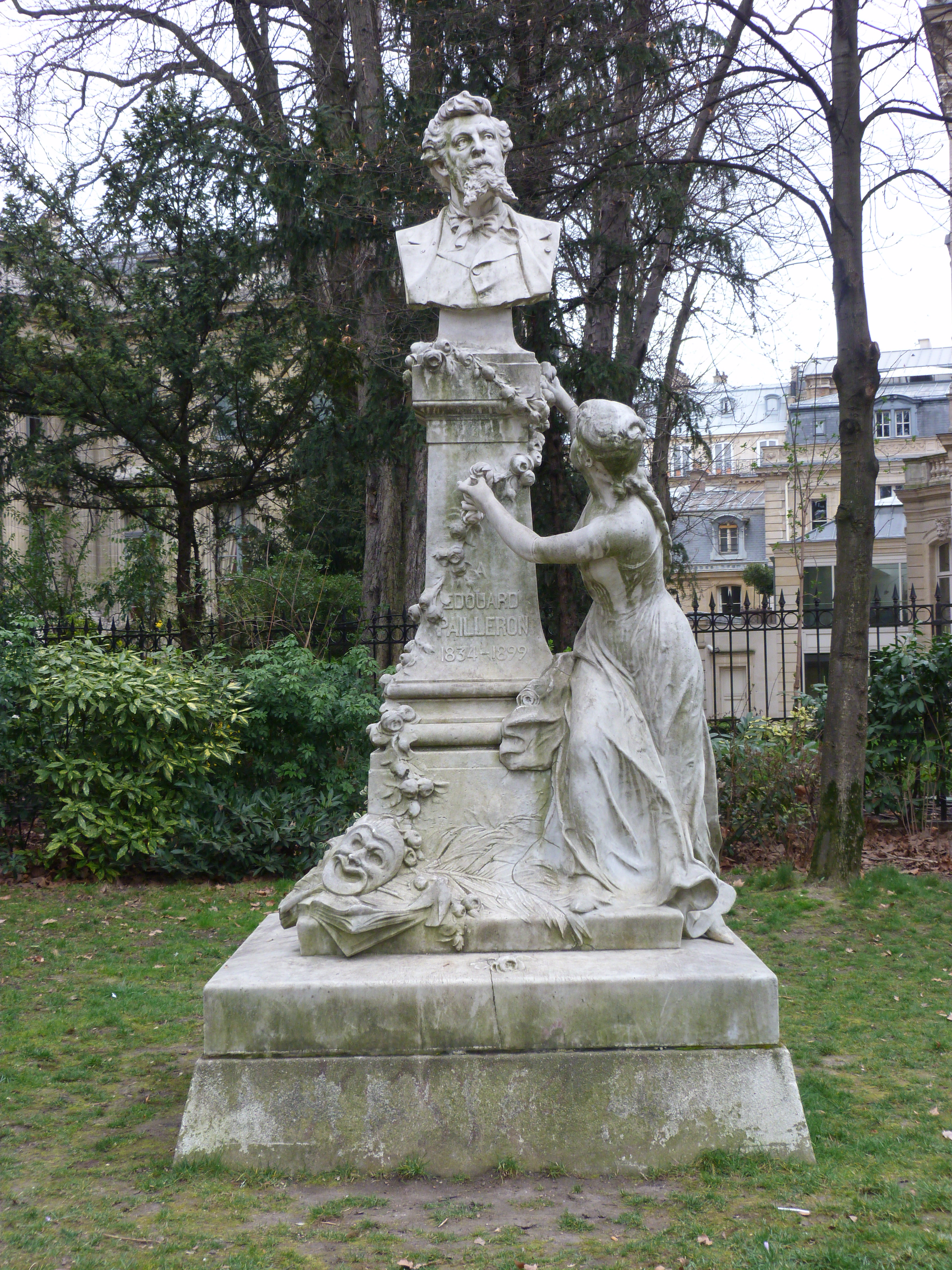
Памятник драматургу Эдуару Пайерону, Парк Монсо, Париж